# Thymopsis
Thymopsis is een geslacht van kreeftachtigen uit de klasse van de Malacostraca (hogere kreeftachtigen).

## Soort
- Thymopsis nilenta Holthuis, 1974